# Știulete

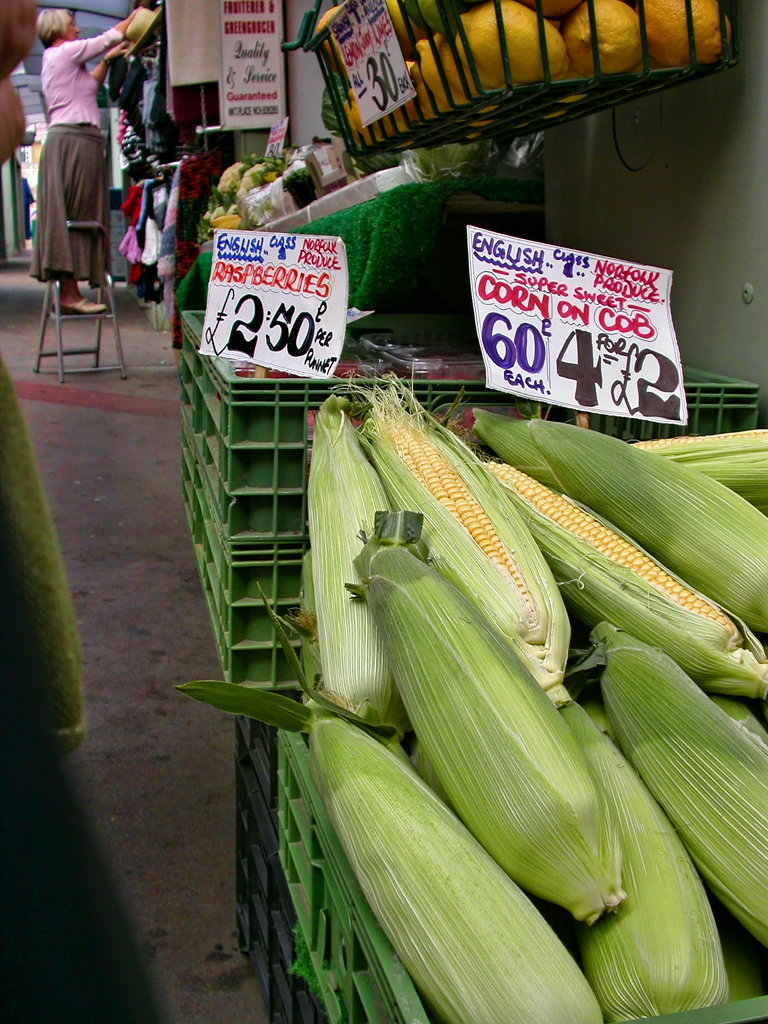
Știuleți

Știuletele este fructul porumbului, format din cocean, boabe și pănușile care le învelesc.